# Coromoro
Coromoro là một khu tự quản thuộc tỉnh Santander, Colombia. Thủ phủ của khu tự quản Coromoro đóng tại Coromoro Khu tự quản Coromoro có diện tích 554 ki lô mét vuông. Đến thời điểm ngày 28 tháng 5 năm 2005, khu tự quản Coromoro có dân số 6466 người.